# La Croisière (série télévisée)
Pour les articles homonymes, voir La Croisière.
La Croisière est une série télévisée française en six épisodes de 52 minutes créée par Jeanne Le Guillou, réalisée par Pascal Lahmani et diffusée en avant-première en Belgique le 28 février 2013 sur La Une puis en France entre le 11 mars 2013 et le 21 mars 2013 sur TF1 et à partir du 4 juillet 2016 sur HD1.

## Synopsis
Les aventures de l'équipage et des passagers du Prince des mers (en réalité le MSC Fantasia), un paquebot de croisière.

## Distribution
- Christophe Malavoy : Erwann, le commandant
- Lola Dewaere : Marie-Lou Boissière, directrice de croisière
- Anne-Élisabeth Blateau : Le second commandant Roselyne Burgeot
- Yann Sundberg : Charlie, responsable des bars
- Édouard Montoute : Santiago, chef de la sécurité
- Alexis Loret : Père Kevin
- Marc Andréoni : Berthier
- Agnès Godey

## Épisodes
1. Vive la mariée
2. Famille je vous aime
3. Les bons parents
4. La guerre des classes
5. Révélations
6. Saint-Valentin

## Annulation
Le 20 mars 2013, TF1 décide d’arrêter la diffusion du programme à cause des audiences qui diminuent de près de 2,1 millions de téléspectateurs en une semaine, passant de 5,6 millions à 3,5 millions de téléspectateurs, ne récoltant que 15 % de part d'audience,,. Les deux derniers épisodes sont diffusés sur MY TF1.